# Algis Kasperavičius
Algis Kasperavičius (ur. 16 stycznia 1942 w Berčiūnai; zm. 27 czerwca 2022 w Wilnie) – litewski historyk dziejów najnowszych. 

## Życiorys
Absolwent historii Uniwersytetu Wileńskiego. Doktorat na Wydziale Historii Moskiewskiego Państwowego Uniwersytetu im. M. W. Łomonosowa. Docent na Uniwersytecie Wileńskim. Ekspert polsko-litewskiej komisji dwustronnej do spraw doskonalenia treści szkolnych podręczników historii i geografii od jej powołania w 1992 r. 

## Wybrane publikacje
- Didysis bastilijų šturmas, (1989).
- Klasių ir partijų kova Prancūzijoje  1924-1929, (1990).
- Lietuvos Respublikos ministrai pirmininkai, (1997).
- Podręczniki dla szkół polskich na Litwie autorstwa Kasperavičiusa w Katalogu Biblioteki Narodowej

## Wybrane publikacje w języku polskim
- Koncepcje i wizje polityczne Mariana Zdziechowskiego. (Na podstawie wileńskiego okresu jego publikacji), "Lithuania" 5 (1994), nr 4, s. 149-160.
- Stosunek władz i społeczeństwa Litwy do Polaków na Wileńszczyźnie (wrzesień 1939 - czerwiec 1940) [w:] Społeczeństwo białoruskie, litewskie i polskie na ziemiach północno-wschodnich II Rzeczypospolitej. (Białoruś Zachodnia i Litwa Wschodnia w latach 1939-1941), pod red. Małgorzaty Giżejewskiej i Tomasza Strzembosza, Warszawa: ISP PAN 1995.
- Archiwum Mariana Zdziechowskiego [w:] Z dziejów Almae Matris Vilnensis. Księga pamiątkowa ku czci 400-lecia założenia i 75-lecia wskrzeszenia Uniwersytetu Wileńskiego, red. Ludwik Piechnik, Kazimierz Puchowski, Małgorzata Puchowska, K. Puchowski, Kraków: Wyd. WAM 1996, s. 260-263.
- Dyskusje w społeczeństwie litewskim o przyszłości Wilna oraz o kwestii nawiązania stosunków dyplomatycznych z Polską w 1934 r, "Studia Podlaskie" 7 (1997), s. 113-123.
- Dyskusje w społeczeństwie litewskim o przyszłości Wilna oraz kwestie nawiązania stosunków dyplomatycznych z Polską w 1934 r, "Studia Podlaskie" 8 (1998), s. 83-96.
- Relituanizacja i "powrót do macierzy". Spojrzenie z Kowna na mieszkańców Wilna i Wileńszczyzny 1939-1944 [w:] Tematy polsko-litewskie. Historia, literatura, edukacja, pod red. Roberta Traby, Olsztyn: Wspólnota Kulturowa "Borussia" 1999, s. 105-117.
- Kształtowanie się litewskich struktur państwowych i problem porozumienia się z Polską [w:] Rok 1918. Odrodzona Polska w nowej Europie, red. Andrzej Ajnenkiel, Warszawa: Neriton; IH PAN 1999, s. 128-136.
- Kształtowanie się narodu litewskiego [w:] Europa nieprowincjonalna: przemiany na ziemiach wschodnich dawnej Rzeczypospolitej (Białoruś, Litwa, Łotwa, Ukraina, wschodnie pogranicze III Rzeczypospolitej Polskiej) w latach 1772-1999 = Non-provincial Europe: changes on the eastern territories of the former Polish Republic (Belarus, Latvia, Lithuania, Ukraine, eastern borderland of the III Republic) in 1771-1999, pod red. Krzysztofa Jasiewicza, Warszawa: Instytut Studiów Politycznych PAN - "Rytm" 1999, s. 217-223.
- Problem przynależności Wilna i Wieleńszczyzny w świadomości Litwinów, "Biuletyn Historii Pogranicza" 1 (2000), s. 33-42.
- Reakcja litewskich władz i opinii społecznej na wydarzenia ostatniej fazy wojny polsko-bolszewickiej, "Niepodległość i Pamięć" 8 (2001), nr 1, s. 43-52.
- Reakcja władz litewskich i opinii społecznej na wydarzenia ostatniej fazy wojny polsko-sowieckiej [w:] Rok 1920. Z perspektywy osiemdziesięciolecia, red. nauk. Andrzej Ajnenkiel, Warszawa: IH PAN - Neriton 2001, s. 146-157.
- Dziedzictwo Rzeczypospolitej w ideologii litewskiego ruchu narodowego końca XIX - początku XX wieku i niepodległej Litwy międzywojennej [w:] Polacy i sąsiedzi - dystanse i przenikanie kultur. Zbiór studiów. Cz. 3, pod red. Romana Wapińskiego, Ostaszewo Gdańskie: Stepan Design 2002, s. 90-102.
- Stosunki litewsko-żydowskie na Litwie w latach 1935-1944 [w:] Świat NIEpożegnany: Żydzi na dawnych ziemiach wschodnich Rzeczypospolitej w XVIII-XX wieku, pod red. Krzysztofa Jasiewicza, Warszawa: Instytut Studiów Politycznych PAN - "Rytm" 2004, s. 313-329.
- Antysemityzm na Litwie a władza w latach 1939-1941 [w:] Polacy - Żydzi - Białorusini - Litwini na północno-wschodnich ziemiach Polski a władza radziecka (1939-1944). W kręgu mitów i stereotypów, red. Michał Gnatowski, Daniel Boćkowski, Białystok: Wydaw. Uniw. w Białymstoku 2005, s. 195-202.
- Rozwój dążeń niepodległościowych Litwinów na litewskiej prowincji w latach okupacji niemieckiej (1915-1918) [w:] Lata Wielkiej Wojny. Dojrzewanie do niepodległości 1914-1918, pod red. Daniela Grinberga, Jana Snopko, Grzegorza Zackiewicza, Białystok: Wydaw. Uniw. w Białymstoku 2007, s. 112-124.
- Rok 1918 w litewskiej historiografii radzieckiej i współczesnej [w:] Rok 1918 w Europie Środkowo-Wschodniej, pod red. Daniela Grinberga, Jana Snopko, Grzegorza Zackiewicza, Białystok: Wydaw. Uniw. w Białymstoku 2010, s. 225-236.